# (20543) 1999 RZ98
A (20543) 1999 RZ98 egy kisbolygó a Naprendszerben. A LINEAR projekt keretében fedezték fel 1999. szeptember 7-én.